# AGCO

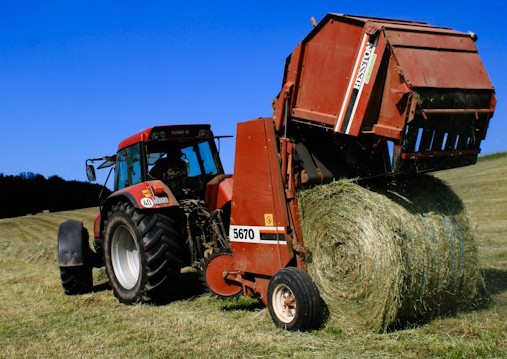
Presă rotativă rotundă Hesston 5670, în 2010

AGCO Corporation este un producător american de echipamente agricole cu sediul central în Duluth, Georgia, Statele Unite.
AGCO a fost înființată în 1990, când directorii de la Deutz-Allis au cumpărat operațiunile Deutz-Allis din America de Nord de la corporația mamă KHD (Klöckner-Humboldt-Deutz), o companie germană care deținea marca Deutz-Fahr pentru echipamente agricole. KHD cumpărase porțiuni din industria echipamentelor agricole Allis-Chalmers cu cinci ani mai devreme.

## Legături externe
- AGCO (official website)
- AGCO SEC Filings